# Senta Berger
Senta Berger ( [ˈzɛnta ˈbɛʁɡɐ] (ajuda·info); Viena, 13 de maio de 1941) é uma atriz austríaca.
Filha de uma professora e um músico, Senta começou nos palcos aos quatro anos, com incentivo dos pais e no ano seguinte começou a ter aulas de balé e piano. Aos 16 anos, teve seu primeiro pequeno papel num filme e se inscreveu no Max-Reinhardt-Seminar, famosa escola de atores em Viena.
Depois de participar de alguns filme menores e musicais em seu país e na Alemanha, Senta foi para Hollywood e lá começou uma carreira internacional, filmando com grandes nomes como Charlton Heston, Richard Widmark e Yul Brynner, que a tornaria um dos sex symbols europeus dos anos 60 e 70.
Entre outros filmes, no período, ela participou de A Sombra de um Gigante, com Kirk Douglas, Major Dundee, com Heston, A Morte Não Manda Aviso, com Alec Guiness e Cruz de Ferro, com James Coburn. Na Europa, estrelou dezenas de filmes alemães, franceses e italianos de comédia erótica e suspense, atuando ao lado de Monica Vitti, Giuliano Gemma e Alain Delon.
Berger voltou para a Alemanha nos anos 80, para trabalhar no teatro e na televisão alemã, onde estrelou séries de grande popularidade no país. Presença constante no Festival de Berlim, desde 2003, é a presidente da Academia do Cinema Alemão.